# Judarnas historia i Kurdistan
Judarnas historia i Kurdistan är historien om de mizrahijudiska samhällena från den geografiska regionen Kurdistan, som ungefär omfattar delar av nordvästra Iran, norra Irak, nordöstra Syrien och sydöstra Turkiet. Kurdiska judar levde som slutna etniska grupper fram till att de  fördrevs från arabiska och muslimska länder från 1940- och 1950-talen och framåt. Grupperna talade främst judeo arameiska. Eftersom kurdiska judar är har sitt ursprung i Mellanöstern, använder de mizrahisk hebreiska i sin liturgi.
Många kurdiska judar – i synnerhet de från Irak – påverkades under 1700-talet av sefardisk-judisk tradition och tog till sig vissa av dess religiösa och kulturella uttryck.
I dag bor den stora majoriteten av Kurdistans judiska befolkning i staten Israel. Deras närvaro där är ett direkt resultat av antingen den judiska exodusen från muslimska länder eller av att de som blev kvar gjorde alija under de följande årtiondena (se även Kurdiska judar i Israel).

## Historia

### Medeltiden
Enligt reseskildringar från 1100-talet av Benjamin av Tudela och Pethahiah från Regensburg fanns det omkring 100 judiska bosättningar och en betydande judisk befolkning i Kurdistan under denna tid. Benjamin berättar även om David Alroy, en messiansk ledargestalt från centrala Kurdistan, som gjorde uppror mot den abbasidiske kalifen Al-Muqtafi och planerade att leda judarna tillbaka till Jerusalem.
Dessa resenärer rapporterar också om väletablerade och rika judiska samhällen i Mosul, som var ett kommersiellt och andligt centrum i närheten av Kurdistan. Många judar som var rädda för att närma sig korsfarare hade flytt från Syrien och Palestina till Babylonien och Kurdistan. Judarna i Mosul åtnjöt en viss grad av autonomi i att förvalta sitt eget samhälle. 

### Osmanska epoken
Tanna’it Asenath Barzani, som levde i Mosul mellan 1590 och 1670, var dotter till rabbin Samuel Barzani från Kurdistan. Hon gifte sig senare med Jacob Mizrahi, rabbin i Amedi (i nuvarande irakiska Kurdistan), där han undervisade vid en jeshiva. Asenath blev berömd för sin djupa kunskap inom Toran, Talmud, Kabbalah och den judiska lagen. När hennes make dog i unga år övertog hon ledningen för jeshivan i Amadiyah. Hon erkändes så småningom som den främsta Torah-undervisaren i Kurdistan, och kallades för tanna’it – en hederstitel för en talmudiskt skriftlärd kvinna. Hon var också verksam inom judisk mystik och det sägs att hon kände till Guds hemliga namn. Asenath Barzani var även en skicklig poet, med ett utmärkt grepp om det hebreiska språket. Hon skrev bland annat en lång klagodikt och bön i traditionell rimmande versform. Hennes texter hör till de få bevarade exempel på tidigmodern hebreisk litteratur skriven av kvinnor.

Kurdiska judars invandring till Israels land började redan i slutet av 1500-talet, då en grupp rabbinska lärda anlände till Safed i Galileen. Där grundades ett kurdiskt-judiskt kvarter. Men Safeds blomstringstid tog slut år 1660 på grund av drusiska maktstrider och ekonomisk nedgång i området.

### Modern tid
Sedan början av 1900-talet har vissa kurdiska judar varit aktiva inom sioniströrelsen. En av de mest kända medlemmarna i den underjordiska organisationen Sternligan var Moshe Barazani, vars familj hade invandrat från irakiska Kurdistan och bosatt sig i Jerusalem i slutet av 1920-talet.
I början av 1950-talet  tvingades nästan alla kurdiska judar lämna irakiska Kurdistan och evakuerades till Israel, liksom den övriga irakisk-judiska befolkningen. Under samma period flyttade även nästan alla kurdiska judar från iranska Kurdistan till Israel. Det har rapporterats att många kurder sörjde sina judiska grannar och till och med bevarade deras synagogor.
Enligt The Times of Israel fanns det år 2013 det nära 200 000 kurdiska judar i Israel, varav omkring hälften bodde i Jerusalem. Över 30 jordbruksbyar runtom i landet hade grundats av kurdisk-judiska invandrare.
Den 17 oktober 2015 utsåg Kurdistans regionala regering Sherzad Omar Mamsani till representant för den judiska gemenskapen inom Ministeriet för allmosor och religion. Han avsattes senare posten, efter en längre tids sjukfrånvaro. Representanter för det israelisk-judiska samhället menade att detta skedde eftersom det helt enkelt inte längre fanns några judar kvar i irakiska Kurdistan.
År 2021 antydde dock en utsändning av chanukka-kit till judar i arabländer, inklusive Kurdistan, att det kan ha funnits kvarvarande judar där. Året därpå, 2022, rapporterades om en inflyttad judisk man som deporterats från Kurdistan och beordrats att aldrig återvända. Det saknas idag tillförlitlig statistik över hur många judar som faktiskt finns kvar i Kurdistan.

## Historieskrivning
Ett stort problem i historien om Kurdistans judar har varit bristen på dokumentation. På 1930-talet började den tysk-judiske etnografen Erich Brauer intervjua medlemmar ur samfundet. Hans assistent, Raphael Patai, publicerade resultaten på hebreiska i boken Yehude Kurdistan: mehqar ethnographi (Jerusalem, 1940), som översattes till engelska på 1990-talet.
Den israeliske forskaren Mordechai Zaken har senare skrivit en doktorsavhandling och en bok baserad på både skriftliga, muntliga och arkiverade källor, där han spårar och söker rekonstruera relationen mellan judar och deras kurdiska feodalherrar (så kallade ”Agha”). Han gjorde flera intervjuer med 56 kurdiska judar, vilket räddade många minnen från att gå förlorade.
Zaken fokuserade främst på personer från sex städer – Zakho, Aqrah, Amedi, Dahuk, Slemani och Shno – samt ett stort antal byar, framför allt i regionen Badinan.

Hans forskning har bidragit till ett nytt underlag med historiska källor och berättelser om judarna i det kurdiska stamsamhället. Boken har översatts till flera språk, bland annat arabiska, sorani, kurmanji, samt franska.

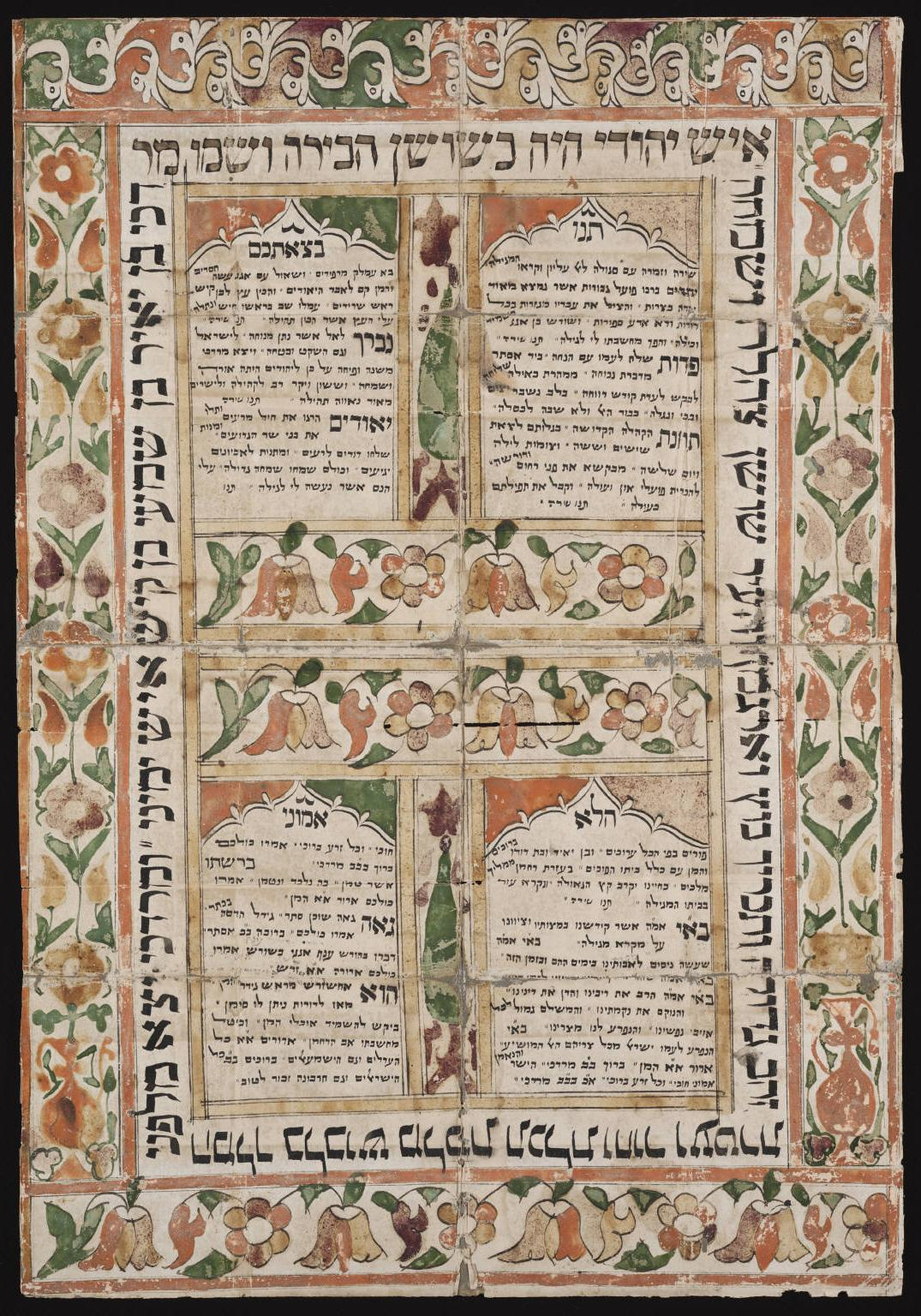
Upplyst plakett på papper med kalligrafi och dekorativa element. Innehåller fyra liturgiska dikter om purim som är vanliga bland kurdiska judar; från mitten av 1800-talet, Kurdistan
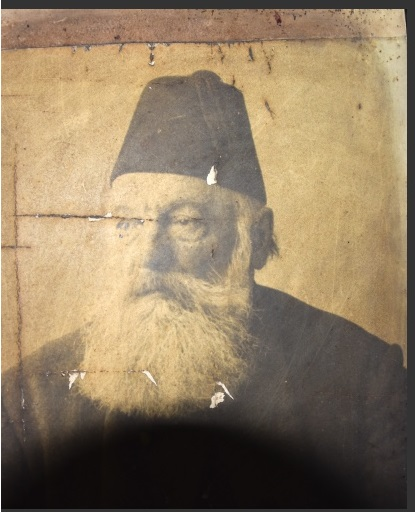
Judisk kurd, 1800-talet, osmanska eran
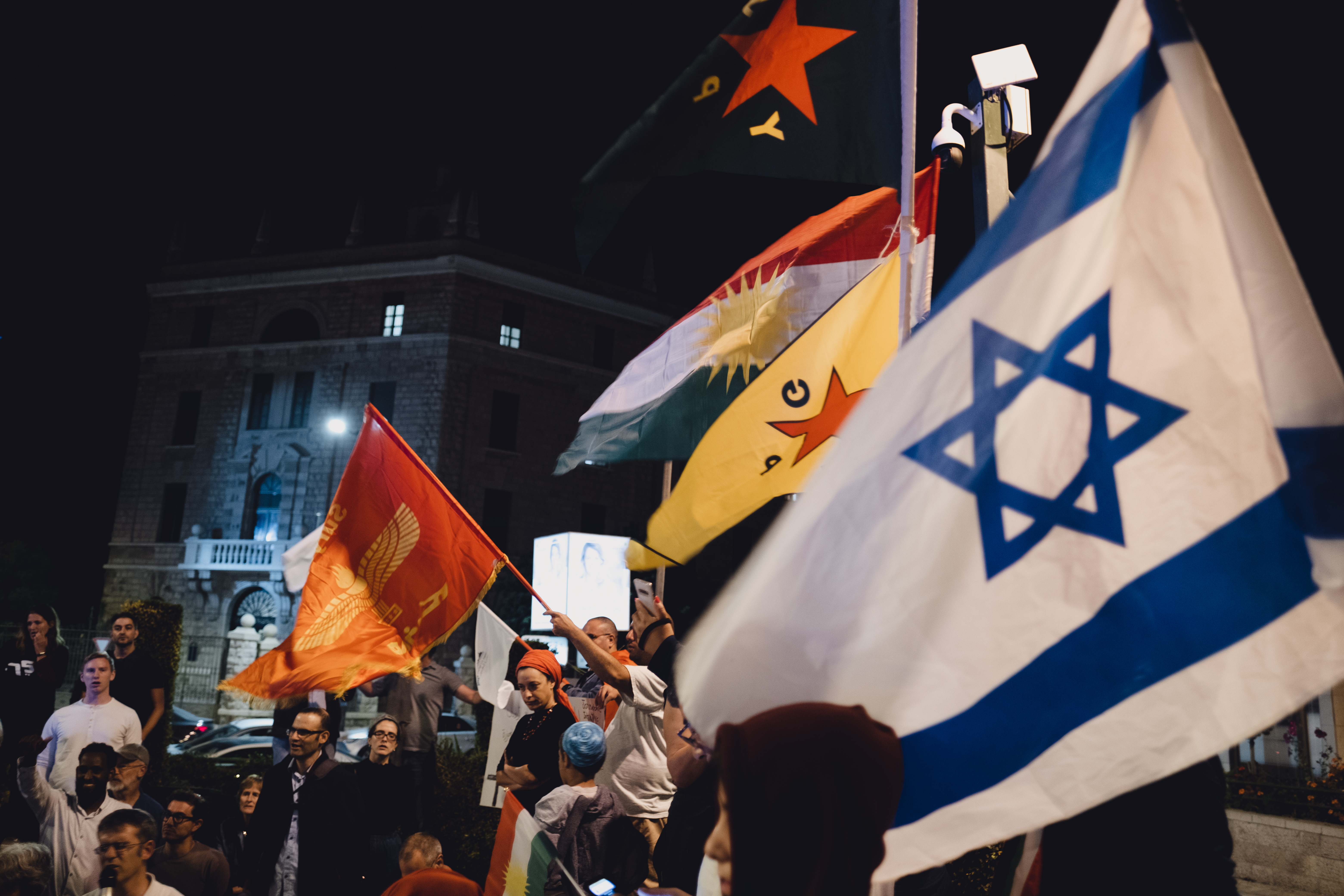
Kurdiska judar i Jerusalem protesterar till stöd för Rojava, 12 oktober 2019